# Everaldo de Barres
Everaldo de Barres também Eberhard von Barres ou Eberhard De Bären (Meaux, 1113 - 1174) foi Grão-mestre da Ordem do Templo de 1149 a 1151.

## Juventude
Nascido por volta de 1113 em Meaux (Champagne), Everaldo de Barres entrou para a Ordem do Templo ainda muito jovem.
Em 1143, ele já era o preceptor da França.
No Oriente, em 1147, terá convocado o Capítulo Geral da Ordem em França. Eles convenceram o chefe da casa em Paris e decidiram participar ativamente na recém anunciada segunda cruzada. A Ordem juntou-se ao exército de Luís VII, Rei da França.

## No Oriente
Desde o início do avanço do exército franco através da Anatólia (Janeiro de 1148) os templários mostraram sua coragem e bravura salvando o rei Luís VII de uma emboscada turca nos desfiladeiros da Pisídia, próximo ao Monte Cadmo. Depois dessa vitoria, Luis VII entregou todo o seu exército para o controle de Everaldo de Barres que comandou os cruzados com mãos de ferro. Ele dividiu o exército real em vários grupos cada um liderado por um cavaleiro templário. Graças à disciplina rígida imposta pelos Templários, o exército francês atravessou os perigosos desfiladeiros com perdas mínimas de vida. Na primavera de 1148, Luís VII e o resto de seu exército chegou em Antioquia. Sem qualquer recurso financeiro, ele enviou aos templários um pedido de empréstimo de 2000 marcos para suprir suas necessidades. Everaldo de Barres imediatamente foi a Acre recolher fundos. Este empréstimo foi o primeiro ato financeiro feito aos Templários, que mais tarde tornar-se-iam banqueiros de reis e grandes senhores. Em Jerusalém, Julho de 1148, Balduíno III reuniu os mestres do templo e os hospitalários, Luís VII e Conrado III para o propósito de sitiar a cidade de Damas. Em Agosto a expedição terminou em fracasso.

## Mestre do Templo
Em Janeiro de 1149, Roberto de Craon morreu. Ele cedeu a função de mestre do templo a Everaldo de Barres. Este último se juntou a Louis VII, quando ele voltou para a França após a Páscoa de 1149. Em Maio de 1150, pela primeira vez, Everaldo de Barres dirigiu o Capítulo Geral da Ordem em Paris. André de Montbard, enquanto senescal da Ordem, ficou no Oriente. Ele enviou muitas cartas ao seu novo mestre requisitando sua presença na Terra Santa e pedindo-lhe para enviar reforços e dinheiro. Des Barres nunca respondeu tais cartas, porque decidiu abandonar sua função de mestre da Ordem.

## Últimos anos
Em abril de 1151, Everard entrou para a ordem cisterciense, na Abadia de Claraval, como um monge comum. Ele permaneceu lá, perdido em contemplação e preces, até sua morte em 1174, cerca de 24 anos depois.